# Sougueur
Sougueur (în arabă السوقر) este o comună din provincia Tiaret, Algeria.
Populația comunei este de 78.956 locuitori (2008).